# Que la bête meure (film, 1969)
Pour les articles homonymes, voir Que la bête meure.
Pour plus de détails, voir Fiche technique et Distribution.
Que la bête meure est un film franco-italien réalisé par Claude Chabrol, sorti en 1969.
C'est un thriller policier déroulant l'enquête et le désir de vengeance d'un père désespéré et résolu, jusqu'au face-à-face complexe avec le meurtrier.
Il s'agit de l'adaptation d'un roman de Nicholas Blake intitulé The Beast Must Die et paru en 1938.

## Synopsis
Un jeune garçon rentrant d'une partie de pêche est renversé sur la place d'un village breton par un chauffard qui prend la fuite.
Charles Thénier, Parisien, écrivain pour enfants et veuf, est le père de la victime. Voyant l'échec de l'enquête policière, il se jure de retrouver le meurtrier et de venger son fils. Il tient un journal dans lequel il raconte sa haine envers l'assassin de son fils et sa volonté de le tuer.
À force de sillonner la région, un hasard finit par le mettre sur une piste. Un paysan a dépanné un couple d'automobilistes embourbés sur la route le jour où son fils a été tué. La voiture, une Ford Mustang, avait l'aile avant gauche abimée. Le fils du paysan a reconnu l'actrice Hélène Lanson à bord de la voiture.
Charles se rend à Paris, où il fait la connaissance de la jeune femme et devient son amant. Elle lui parle de son beau-frère, Paul, garagiste dont elle a été la maîtresse. Charles comprend que c'est Paul qui conduisait la voiture à ce moment-là.
Hélène emmène Charles dans la maison bretonne de Paul. Ce dernier est haï de tous, vulgaire et abject envers sa femme Jeanne et son fils Philippe. Charles et Philippe deviennent amis du fait de leur commune animosité contre Paul. Charles demande à visiter le garage de Paul, qui s'exécute volontiers. Il lui explique qu'il doit revendre sa voiture, une Ford Mustang. Lors d'une sortie en mer, Charles tente de tuer Paul mais celui-ci déjoue son projet, car il a lu le journal de Charles. Paul chasse Charles en l'humiliant.
Charles se réfugie dans un hôtel avec Hélène et, au dîner, il lui avoue la vérité. Hélène lui propose son aide mais tous deux entendent à la télévision que Paul est mort, empoisonné. Charles revient chez Paul où se déroule une enquête judiciaire. La police a retrouvé le journal de Charles et ce dernier est fortement soupçonné du meurtre, mais Philippe s'accuse d'avoir tué son père. Plus tard, Charles écrit une lettre à Hélène, pour innocenter Philippe, puis il prend un bateau et s'éloigne vers la pleine mer.

## Fiche technique
- Titre original : Que la bête meure
- Réalisation : Claude Chabrol, assisté de Jacques Fansten
- Scénario et dialogues : Paul Gégauff et Claude Chabrol, d'après le roman Que la bête meure (The Beast Must Die) de Nicholas Blake [note 2]
- Décors : Guy Littaye
- Photographie : Jean Rabier
- Cadreur : Claude Zidi
- Son : Guy Chichignoud
- Musique : Pierre Jansen ; orchestre dirigé par André Girard
- Monteur : Jacques Gaillard
- Production : André Génovès
- Sociétés de production : Les Films de La Boétie, Rizzoli Film
- Société de distribution : Compagnie française de distribution cinématographique
- Pays d'origine :  France,  Italie
- Langue originale : français
- Format : couleur (Eastmancolor) — 35 mm — son Mono - Ratio 1,66:1
- Genre : Drame, thriller, policier
- Durée : 108 minutes
- Tournage : du 11 mars au 30 avril 1969
- Dates de sortie : 
  - France : 5 septembre 1969

## Distribution
- Michel Duchaussoy : Charles Thénier, alias Marc Andrieu
- Caroline Cellier : Hélène Lanson
- Jean Yanne : Paul Decourt
- Anouk Ferjac : Jeanne Decourt, sœur d'Hélène et épouse de Paul
- Marc di Napoli : Philippe Decourt, le fils de Paul et Jeanne
- Guy Marly : Jacques Ferrand, l'associé de Paul
- Lorraine Rainer : Anna Ferrand
- Raymone : la mère de Paul
- Maurice Pialat : le commissaire Constant
- Stéphane di Napoli : Michel Thénier, le fils de Charles
- Louise Chevalier : madame Levenes, la bonne de Charles
- Dominique Zardi : l'inspecteur de police
- Bernard Papineau : un policier avec l'inspecteur
- Michel Charrel : le gérant de la casse automobile
- Robert Rondo : le garagiste
- Jean-Louis Maury : le paysan
- Jacques Masson : le fils du paysan
- Georges Charrier : le chauffeur de taxi
- France Girard

## Production

### Genèse
Chabrol découvre The Beast Must Die, roman policier de Nicholas Blake, en 1947, à dix-sept ans, en trafiquant des livres anglais ornés de fausses signatures autographes. Les personnages lui semblent intéressants, différents de ce qu'il trouve dans les romans noirs habituels. Il perçoit immédiatement le potentiel cinématographique du récit.
Des années plus tard, le roman lui revient à l'esprit à la suite de la lecture d'un fait divers (un chauffard ayant pris la fuite après avoir percuté un enfant est retrouvé par la population d'un village après des semaines de recherche); et plusieurs tentatives d'adaptation du livre sont amorcées dans les années 1960. Le projet est proposé au producteur Georges de Beauregard, puis à Raymond Eger, à la place de Scandale (1967). Mais les producteurs ne suivent pas, rebutés par le sujet. Dans un entretien de 1969, Chabrol ironise : « Quand j'étais dans ma période des Tigres personne ne voulait entendre parler de ce sujet, ou alors il fallait que je tourne avec Roger Hanin en Bretagne, et ce n'était pas ma vision ! »
C'est finalement André Génovès qui accepte de produire le film, à la suite du succès des Biches (1968).

### Adaptation
Chabrol demande à son scénariste Paul Gégauff d'adapter le roman de Blake, avec pour consignes de « faire un mélodrame à l'américaine », de concevoir « un type abject » et de laisser la fin ouverte. Gégauff travaille deux mois, en décembre 1968 et janvier 1969. Entre Noël et le jour de l'An, Chabrol le rejoint. Les deux hommes s'installent à Neuilly, au domicile du réalisateur, et entament une collaboration alcoolisée, pendant que sa femme Stéphane Audran est partie en vacances en Bretagne avec leur fils Thomas. Le scénario de soixante-dix-sept pages est terminé fin janvier.
Le nom de Gégauff est cité durant la séquence du dîner chez les Decourt. A la question : « Vous pensez quoi du Nouveau Roman ? », une convive répond « [...] Nathalie Sarraute, Butor, Robbe-Grillet, même Gégauff, on aime ou on n'aime pas, mais ça va quand même loin. ». Gégauff avait lui même publié quelques textes aux Éditions de minuit, éditeur emblématique du Nouveau Roman.
L'histoire d'origine, située dans des paysages anglais maritimes, est déplacée en Bretagne. Le duo épure la partie policière du roman, moins intéressante, pour aller à l'essentiel. Chabrol s'intéresse surtout au « côté grand poème romantique et mélodramatique » du livre. Le personnage du père est rendu plus ambigu, moins sympathique. Sa vengeance devient une sorte de raison de vivre qui le sort de son marasme et le pousse à prendre du plaisir en entreprenant une relation avec une femme, allant au restaurant...
Le travail entre les deux auteurs est efficace, Chabrol considérant même le scénario comme « la plus belle réussite de [leur] collaboration ». Gégauff trouve que Chabrol est devenu « un excellent scénariste », et que les deux hommes, sans se ressembler, se doivent beaucoup. Il estime faire légèrement plus attention que Chabrol aux détails des dialogues. Chabrol, admiratif du travail de son collaborateur, garde néanmoins la main sur l'écriture, et raccourcit légèrement la première partie.

### Choix des interprètes

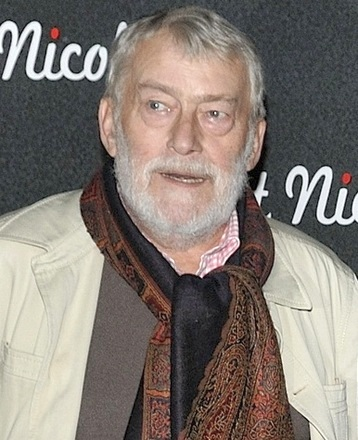
Michel Duchaussoy en 2003.

Face à la complexité des situations et des personnages, le choix des interprètes, véritable savoir-faire chabrolien, est primordial.
Chabrol choisit rapidement Michel Duchaussoy pour incarner Charles Thénier. Ancien élève du Conservatoire (c'est là que Chabrol l'a repéré, après avoir assisté au concours où l'acteur a remporté plusieurs prix), Duchaussoy est sociétaire de la Comédie-Française où il est entré cinq ans plus tôt. Chabrol et lui ont déjà tourné ensemble La Femme Infidèle, l'année précédente, et le réalisateur avait apprécié le calme, la mesure et l'obstination du jeu du comédien, qui trouvent leur prolongement dans ce nouveau rôle.

Pour Paul Decourt, Chabrol pense d'abord à Philippe Noiret, qui vient de jouer pour Alfred Hitchcock dans l'Etau. Mais le comédien, qui n'a pas le pied marin, refuse, craignant le mal de mer lors des scènes de voilier. En vérité, comme le suppose Chabrol, Noiret est intimidé par le caractère ordurier et sombre du personnage. Retrouvant Chabrol en 1986, pour le tournage de Masques, il déclare à propose de son refus : « Je sentais que j’aurais des blocages, que je n’étais pas assez […] maître de mon instrument pour arriver à donner ce [que Chabrol] voulait […]. Je sentais que je n’y arriverais pas. ».

Comédiens envisagés pour le rôle de Paul Decourt.
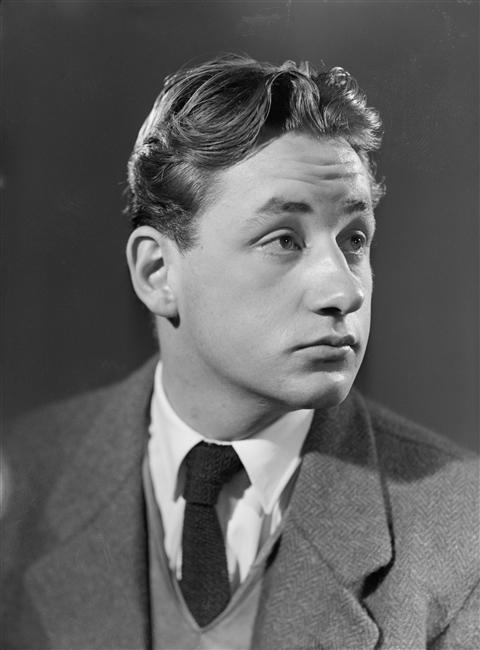
Philippe Noiret en 1951.
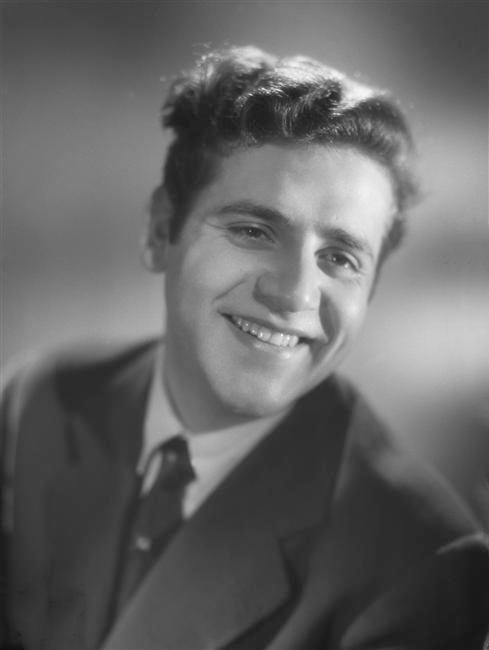
Jean Yanne en 1954.

Le réalisateur se tourne alors vers Jean Yanne. Les deux se connaissent pour avoir joué ensemble dans Jean de la lune, dramatique de télévision à partir d'une pièce de Marcel Achard; puis Chabrol confie au comédien un petit rôle dans La ligne de démarcation (1966). Jean Yanne est animateur de radio (très admiré par Chabrol), et a joué dans Week-end, de Jean-Luc Godard, l'année précédente; mais il est surtout connu pour son personnage râleur, violent, goujat, qu'il incarne dans de célèbres sketchs télévisuels tels que Le permis de conduire (1966). C'est ce personnage, déjà prénommé « Popaul » dans le sketch, que Chabrol veut voir dans son film. Lorsque Chabrol demande au comédien : « Est-ce que ça te tente de jouer une ordure totale ? », ce dernier lui répond : « Je n'y vois pas d'abjection. »,.
Pour Chabrol, la rencontre entre Gégauff et Yanne est capitale, « [...] car ils partageaient un sens aigu de la provocation que moi je n’ai jamais eu, contrairement à ce qu’on dit. ». Les trois hommes affinent soigneusement le rôle de Paul Decourt, dans le but, selon le réalisateur « de donner à tout spectateur normalement constitué l’envie d’éventrer une aussi répugnante ordure. ». Le talent de Yanne est aussi de chercher à comprendre le personnage, à l'humaniser. Il décide de jouer son rôle avec sympathie, et Chabrol et lui passent leur temps, entre les moments de travail, à essayer de le justifier,.
Jean Yanne et Claude Chabrol se retrouvent quelques mois après ce tournage pour un autre film ensemble, Le Boucher.

Les rôles féminins principaux sont joués par Anouk Ferjac, qui joue Jeanne Decourt, et Caroline Cellier, que Chabrol a repérée au théâtre, dans celui d'Hélène Lanson. Ce dernier rôle aurait pu être interprété par Stéphane Audran, compagne du réalisateur et actrice régulière de ses films. Elle est d'ailleurs habituée à jouer des « Hélène », prénom récurrent des rôles que lui écrit son mari. Mais la comédienne préfère faire une pause après l'enchainement rapide des Biches et de La Femme infidèle.

Comédiennes principales.
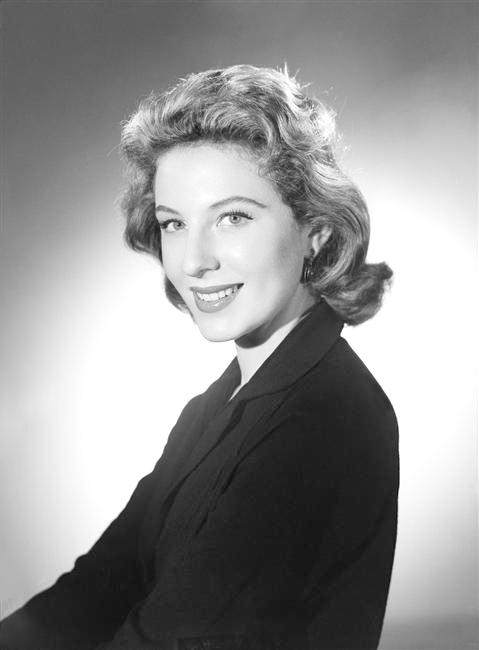
Anouk Ferjac en 1954.
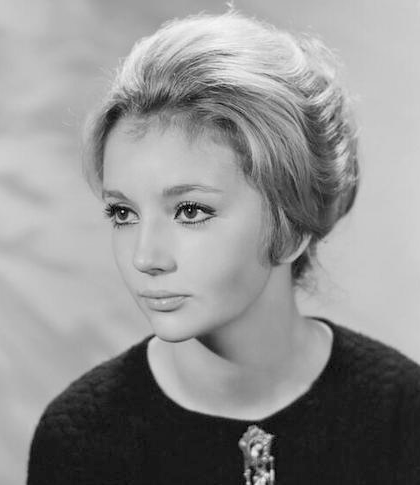
Caroline Cellier en 1965.

Autre choix de distribution considéré comme « judicieux » : Maurice Pialat dans le rôle du commissaire qui enquête sur la mort de Paul Decourt. Chabrol a fait sa connaissance via Stéphane Audran, amie de Pialat, et admire ses premières œuvres, notamment le documentaire L'amour existe ou le premier long métrage L'enfance nue. Le sachant impécunieux, il lui propose le rôle. Il l'aide ensuite à monter le financement de La gueule ouverteen lui présentant son producteur, André Génovès. Pialat, alors qu'il fut un critique virulent de la Nouvelle Vague, qui se fit sans lui, demeura un ami de Chabrol. À la fin des années 1970, Chabrol pense encore à lui pour jouer Auguste Rodin dans un projet de biographie de Camille Claudel, abandonné à cause du projet similaire mené par Isabelle Adjani et réalisé par Bruno Nuytten. Enfin, c'est sur le tournage de Que la bête meure que Pialat fait la connaissance de Jean Yanne, rencontre qui donnera Nous ne vieillirons pas ensemble.
Dans les rôles plus mineurs, la mère de Jean Yanne est interprétée par Raymone, comédienne qui fit ses débuts dans les années 1920, joua dans plusieurs fils restés célèbres dont Hôtel du Nord, de Marcel Carné, et fut mariée à Blaise Cendrars. Les fils de Michel Duchaussoy et de Jean Yanne sont joués respectivement par Stéphane di Napoli et Marc di Napoli, deux frères nés dans une famille d'artistes qui abandonnent le métier de comédien à l'adolescence. Le premier apparait au début du film et dans un petit film amateur, que le père se projette chez lui. Cette séquence est tournée à Vauréal, dans la propriété des Gégauff, et réunit aussi Frédéric Gégauff et Thomas Chabrol, tous deux âgés de 5 ans.

### Équipe
Chabrol s'entoure d'une « petite famille » d'habitués, avec lesquels il est heureux de travailler car « chacun sait exactement ce qu'il a à faire ». Le producteur, André Génovès, est de ceux là : à partir de La route de Corinthe (1967), il produit treize films de Chabrol. Parmi les proches du réalisateur, se trouve également le directeur de la photographie Jean Rabier, qui travaille sur près de 40 films de Chabrol. Enfin, deux noms du générique technique du film deviennent célèbres par la suite : l'assistant Jacque Fansten, qui réalise La Fracture du myocarde en 1990; et Claude Zidi, crédité comme cadreur, qui travaille sur neuf films de Chabrol avant de réaliser plusieurs comédies populaires.

### Musique
Comme pour la plupart des films de cette période, Claude Chabrol fait appel à Pierre Jansen,. Compositeur contemporain marqué par la musique sérielle et l'école de Darmstadt, c'est lui aussi un proche du réalisateur, qui le considère comme son « frère en musique ». Chabrol lui indique simplement la musique qu'il souhaite sur les deux scènes de début et de fin, le premier des Quatre chants sérieux (Vier ernste Gesänge), op. 121 (1896), de Johannes Brahms, lied interprété par la contralto britannique Kathleen Ferrier accompagnée par John Newmark au piano : Denn es gehet dem Menschen wie dem Vieh  (« De fait, le sort de l'homme et celui de la bête est le même »),, texte tiré de l'Ancien Testament. Ainsi, le titre du film et sa réplique finale, « Il existe un chant sérieux de Brahms qui paraphrase l’Ecclésiaste et qui dit : Il faut que la bête meure, mais l’homme aussi, l’un et l’autre doivent mourir », font référence à ce passage de la Bible. Pierre Jansen développe librement la musique du film à partir de cette seule indication,,.

### Tournage
Le tournage débute à Argol (Finistère), le 11 mars 1969.
Les lieux de tournage sont situés dans un périmètre réduit du sud du Finistère, dans la presqu'île de Crozon et ses alentours  : Morgat, Argol, Camaret-sur-Mer, Plonévez-Porzay, le Cap de la Chèvre et Quimper. Le garage de Paul où sont tournées les scènes est le garage Peugeot (Nédélec), route de Brest à Quimper.

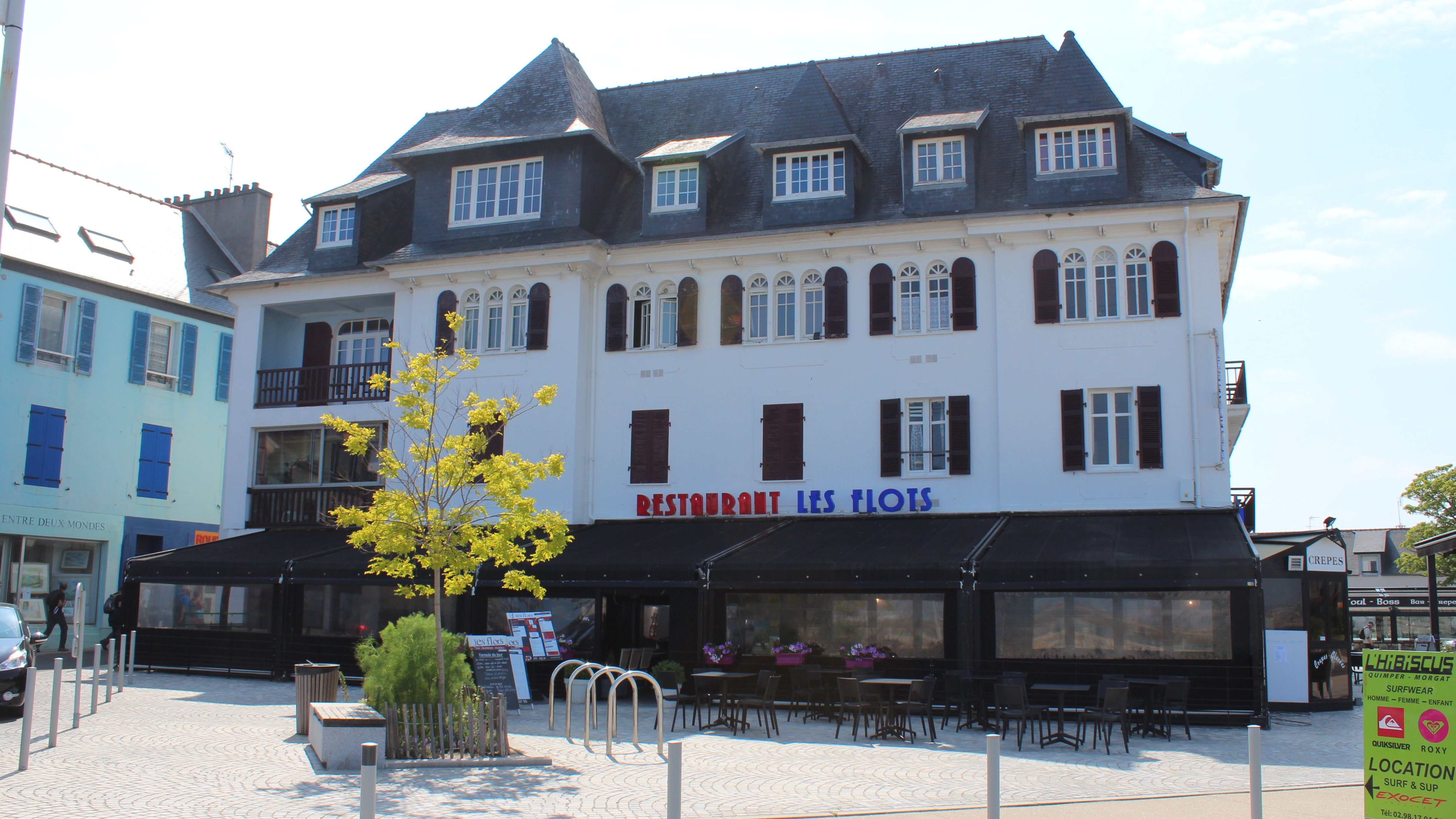
Ancien hôtel Sainte-Marine, à Morgat où logent Chabrol, Audran et leur fils durant le tournage.

Le tournage est heureux. Stéphane Audran rejoint le réalisateur avec leur fils, Thomas, et profite de sa vie de famille et de l'ambiance du groupe. L'équipe loge dans différents petits hôtels, les Chabrol sont à l'hôtel Sainte-Marine de Morgat. L'atmosphère est familiale; on emmène les enfants manger des crêpes ou faire des balades à vélo, comme s'en souvient plus tard Jean-Yves Rabier, le fils du directeur de la photographie.  
Jean Yanne anime sur France Inter, entre 18 et 19h, une émission quotidienne humoristique intitulée Eh bien mon cher et vieux pays, nous voici à nouveau face à face. Le salon de son hôtel est aménagé en studio de radio, et le plan de travail organisé pour que l'acteur puisse le rejoindre chaque fin d'après-midi.  
L'entente est bonne entre le trio Yanne-Chabrol-Duchaussoy.  Les deux acteurs et le couple Chabrol profitent ensemble des bonnes tables des environs de Morgat et Sainte-Anne-la-Palud. Yanne et Duchaussoy sont amis de longue date. Durant les pauses, ils improvisent des monsieur et Madame… ont un fils, donnant notamment naissance à « Judas Nana », « Elvire Sacutie » ou « Ferdinand Saint-Malo à la nage c’est pas de la tarte ». Une nuit de la mi-avril 1969, rentrant alcoolisés, ils ont un accident avec la Porsche rouge de Yanne, qui finit dans le talus.
Le tournage ne connaît qu'un incident majeur, qui grève le budget d'une dizaine de millions d'anciens francs. Chabrol souhaite tourner le dernier plan, lorsque Duchaussoy s'éloigne au large en bateau, depuis un hélicoptère. Le directeur de production, Georges Casati, refuse, et l'équipe rentre à Paris le 30 avril 1969 sans plan final. Pris de court, Génovès, le producteur, renvoie à Morgat l'acteur, le cinéaste et les techniciens nécessaires. Mais on apprend sur place que l'hélicoptère n'a pas reçu d'autorisation pour survoler le village. Chabrol est contraint de filmer depuis le haut d'une falaise, mais le plan final est moins puissant, et la production a perdu de l'argent pour rien.

## Critiques
Le face-à-face entre les deux hommes est féroce et complexe, nuancé d'une réflexion morale sur la légitimité de la vengeance et de la condamnation.
Selon Éric Libiot, Que la bête meure, « une des œuvres phares de Claude Chabrol », n'a pas pris une ride, la confrontation entre un père et le meurtrier de son fils est « un modèle du genre ».

## Commentaire
Le titre Que la bête meure, qui est à la fois celui du roman de Nicholas Blake, The Beast Must Die, de la traduction française du roman par Simone Lechevrel et du film de Chabrol, est inspiré d'un passage de l'Ecclésiaste 3:19 de la Bible :

« 19. Car le sort des fils de l'homme et celui de la bête sont pour eux un même sort ; comme meurt l'un, ainsi meurt l'autre, ils ont tous un même souffle, et la supériorité de l'homme sur la bête est nulle ; car tout est vanité. »